# ناثانيل ميتشيل
ناثانيل ميتشيل (بالإنجليزية: Nathaniel Mitchell) (و. 1753 – 1814 م) هو محامي، وسياسي، من الولايات المتحدة الأمريكية، ولد في لوريل، كان عضوًا في الحزب الفيدرالي الأمريكي، توفي في لوريل، عن عمر يناهز 61 عاماً.

## مناصب
تولى منصب مؤتمر فيلادلفيا، وحاكم ولاية ديلاوير ‏، وعضو مجلس ولاية ديلاوير.